# Cuelgamures
Cuelgamures ist ein nordwestspanischer Ort und eine Gemeinde (municipio) mit nur noch 80 Einwohnern (Stand: 2024) im Süden der Provinz Zamora in der Autonomen Gemeinschaft Kastilien-León.

## Lage und Klima
Der Ort Cuelgamures liegt ca. 25 km (Luftlinie) südlich des Duero im Westen der Kastilischen Hochebene (Meseta Iberica) in einer Höhe von ca. 810 m. Die Provinzhauptstadt Zamora ist gut 30 km (Fahrtstrecke) in nordwestlicher Richtung entfernt; bis nach Salamanca sind es ca. 42 km in südlicher Richtung. Das gemäßigte Kontinentalklima wird nur selten vom Atlantik beeinflusst; Regen (ca. 485 mm/Jahr) fällt vorwiegend im Winterhalbjahr.

## Bevölkerungsentwicklung
| Jahr      | 1857 | 1900 | 1950 | 2000 | 2020 |
| Einwohner | 337  | 369  | 291  | 143  | 81   |

Infolge der Mechanisierung der Landwirtschaft, der Aufgabe von bäuerlichen Kleinbetrieben („Höfesterben“) und der daraus resultierenden Arbeitslosigkeit auf dem Lande ist die Einwohnerzahl des Ortes seit Beginn des 20. Jahrhunderts deutlich zurückgegangen; eine Erholung ist trotz der relativen Nähe zur Provinzhauptstadt Zamora und der Autovía A-66 nicht festzustellen.

## Wirtschaft
Die Feldwirtschaft, der Weinbau sowie die Zucht von Rindern, Schafen und Ziegen spielen traditionell die größte Rolle im Wirtschaftsleben der Gemeinde. Daneben fungierte der Ort bereits im Mittelalter als Handels-, Handwerks- und Dienstleistungszentrum für die – inzwischen weitestgehend aufgegebenen – Weiler (pedanías) und Einzelgehöfte (fincas) der näheren Umgebung.

## Geschichte

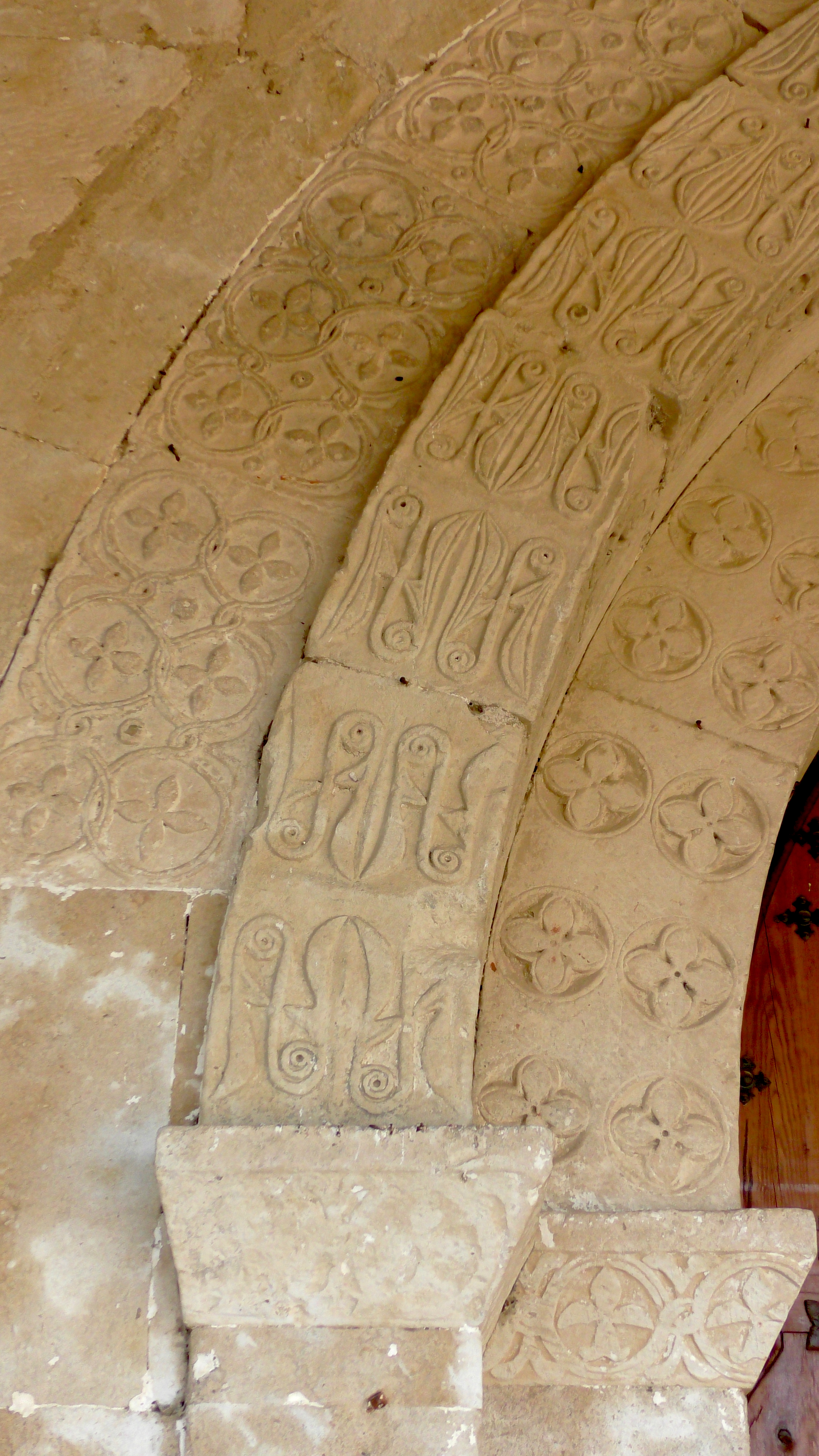
Romanisches Portal der Kirche (Detail)

In vorrömischer Zeit siedelten in der Region Stammesgruppen vom keltischen Volk der Vettonen, die von den Römern im Jahre 193 v. Chr. unterworfen wurden. Aus römischer Zeit wurden die Fundamente eines Landgutes (villa rustica) entdeckt, aus westgotischer und islamischer Zeit sind keine Funde bekannt. Die Rückeroberung (reconquista) der dünn besiedelten und abgelegenen Gebiete durch das Königreich León im 10. und 11. Jahrhundert verlief wahrscheinlich weitgehend kampflos; danach begann eine Zeit der Wieder- – oder besser – Neubesiedlung (repoblación). Die erste Erwähnung des Ortsnamens Colga Mures findet sich in einem Dokument des Jahres 1143.

## Sehenswürdigkeiten
- Die einschiffige Iglesia de Santa María Magdalena ist aus exakt behauenen Werksteinen errichtet und entstand in ihrer heutigen Gestalt an der Stelle eines romanischen Vorgängerbaus, von dem noch das Südportal erhalten ist. Ein in der Barockzeit hinzugefügter zweigeschossiger Glockengiebel (espadaña) mit kleinen seitlichen Zierobelisken überragt die ansonsten schmucklose Westfassade und die eher gedrungen wirkende Kirche. Das Portal zeigt drei reich ornamentierte Archivoltenbögen. Das Kirchenschiff (nave) wird von einem hölzernen Dachstuhl überspannt. Der – wie in der Region üblich – gegenüber dem Langhaus leicht erhöhte und überkuppelte Chorbereich bewahrt einen Schnitzaltar (retablo) des 18. Jahrhunderts.
- Aus dem von kleinen Steinen durchsetzten Erdreich der Umgebung wurden mehrere ländliche Weinkeller (bodegas) herausgearbeitet.